# Ljuboten
Ljuboten (macédonien : Љуботен, Ljuboten ; serbe : Љуботан, Ljubotan ; albanais : Luboteni) est un sommet des monts Šar situé à la frontière entre la Macédoine du Nord et le Kosovo. Son altitude est de 2 498 mètres.
Plusieurs sites intéressants sont situés du côté macédonien de la montagne : un refuge appelé Ljuboten, Shija Ljubotenska (« cou du Ljuboten »), Kozja Karpa (« rocher du bouc »), Shiljast Kamen (« rochers pointus ») et Rogacevski Korita.
Ljuboten est une destination favorite de nombreux alpinistes venus d'Europe. Son terrain est riche en pâturages, mais il y a aussi des affleurements rocheux. Livadicko Ezero (lac Livadica) et quelques bergeries sont près de la crête. En hiver, il y a généralement plus d'un mètre de neige au sol à Ljuboten.
Le refuge Ljuboten est situé dans les contreforts de la crête et est relié à une route à Vratnica. Il faut deux ou trois heures de voiture de Vratnica Ljuboten montagne à la maison. Cette maison est ouverte de mars à novembre et offre chambre et pension pour 80-100 personnes. 
Chaque année à Ilinden (2 août), fête nationale de la Macédoine du Nord, plus de 200 personnes jouissent de la nature intacte et de Ljuboten Šar montagne.[pas clair]
Le pic a été surnommé Big Duke par les soldats américains servant dans la mission de la KFOR au Kosovo. L'image du Big Duke est sur la Médaille du Kosovo attribuée par les États-Unis, pour les soldats au service du Kosovo. La montagne domine le camp Bondsteel et est une image emblématique aux troupes servant là.